# Moll Davis
Mary Davis (Davies ou Davys) (Westminster , c. 1648 – Londres, 1708), mais conhecida pelo apelido de Moll, foi uma cortesã, atriz e artista inglesa do século XVII. Foi também uma das amantes do rei Carlos II de Inglaterra.
Como uma atriz famosa e dama da sociedade, ela foi tema de muitos retratos do eminente artista Sir Peter Lely.

## Biografia
Nascida em Westminster por volta de 1648, Mary Davis, segundo Samuel Pepys, era possivelmente a filha ilegítima de Thomas Howard, 3.º Conde de Berkshire. Sua paternidade também é atribuída ao irmão mais velho do conde, Charles Howard, Viscount Andover.
Em 1663, Mary se instalou como atriz na Duke's Theatre Company e se hospedou com o gerente da empresa, Sir William Davenant.. Lá, ela rapidamente se tornou uma cantora, dançarina e comediante popular, e começou a usar o nome "Moll". Embora Pepys tenha escrito boas memórias sobre Moll, sua esposa Elisabeth a chamou de "a vagabunda mais impertinente do mundo".

### Amante real

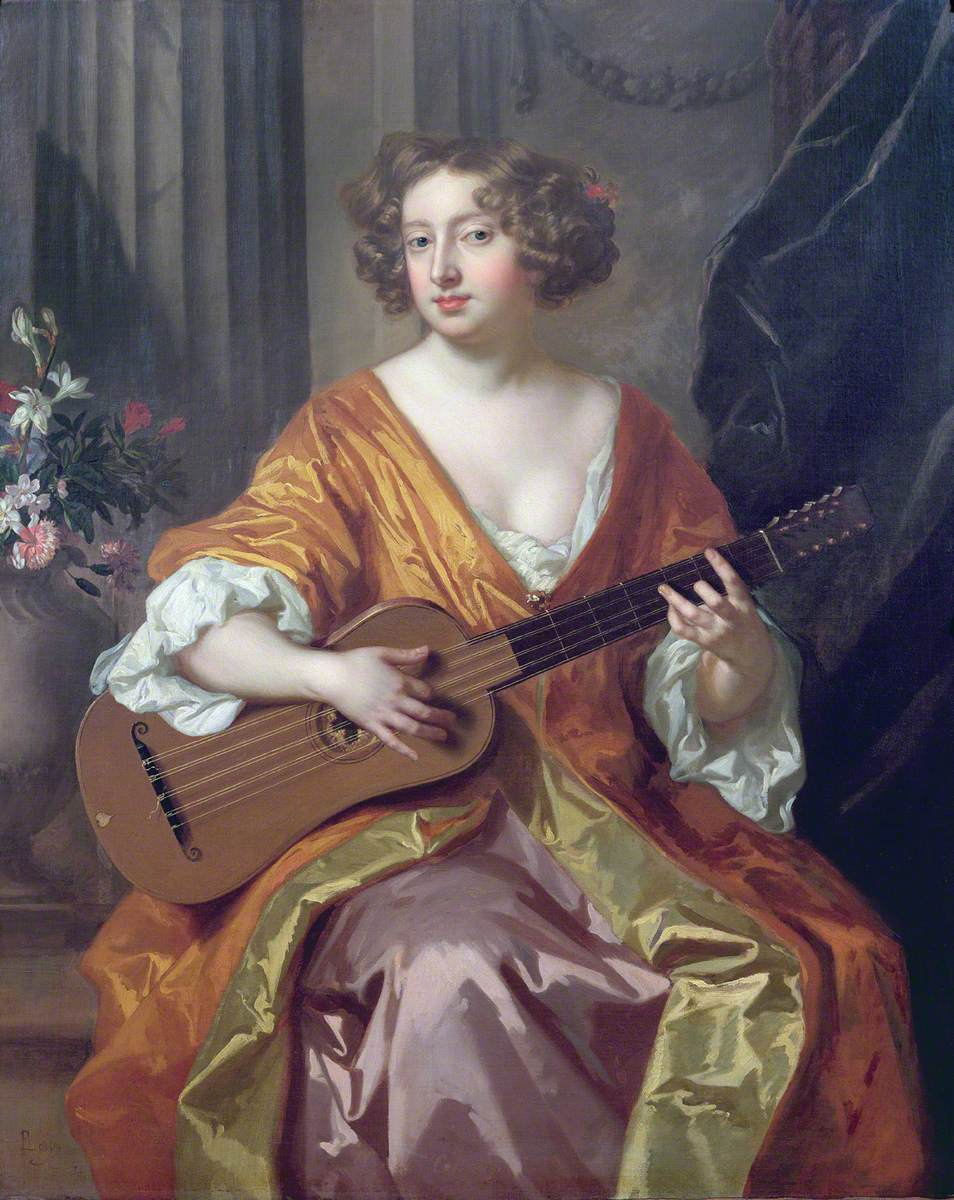
Retrato de Moll Davis tocando violão, por Sir Peter Lely

Moll conheceu o rei Carlos II em um teatro ou cafeteria em 1667, e logo se tornou sua amante. Como amante, ela teria ostentado a riqueza que adquiriu de sua associação com Carlos e ganhou uma reputação de vulgaridade e ganância. Ela exibiu sua "carruagem muito boa" e um anel no valor de £ 600. Moll deixou o palco em 1668.
Em 1669, Moll deu à luz a uma filha de Carlos, Maria Tudor, Condessa de Derwentwater. Pouco depois do nascimento da criança, Carlos dispensou Moll, possivelmente devido a alguma trapaça causada por Nell Gwyn, uma nova rival por sua afeição. Nell e Moll eram tão rivais pela afeição do rei que Nell teria propositalmente colocado um laxante poderoso na comida que Moll iria comer antes de partir para a câmara do rei.
Mas Moll não saiu de mãos vazias; Carlos concedeu a ela uma pensão anual vitalícia de £ 1.000. Em janeiro de 1667-68, Pepys observa que o rei havia mobiliado uma casa especificamente para Moll Davis, escrevendo, "na Suffolke Street, a mais rica, o que é uma vergonha infinita". Na época, esta rua pertencia a James Howard, 3.º Conde de Suffolk , sobrinho de Thomas Howard, o suposto pai de Moll. Ela é dada nos livros de taxas residenciais de 1672-73, mas não antes.
Em dezembro de 1686, Moll casou-se com o músico e compositor francês James Paisible — um membro da família musical privada de Jaime II. Sir George Etherege escreveu com desdém sobre o casamento: "A Sra. Davies deu provas da grande paixão que sempre teve pela música, e Monsieur Peasible tem outro baixo para dedilhar do que aquele que ele tocou tão bem."
Os Paisibles juntaram-se à corte de Jaime II no exílio em St Germain-en-Laye, mas em 1693 regressaram a Inglaterra, onde Paisible se tornou compositor do príncipe Jorge da Dinamarca, marido da princesa Ana, herdeira do trono.
Moll morreu em Londres, em sua casa na Dean Street , em 1708. Ela foi enterrada na Igreja de St Anne, em Soho, em 24 de fevereiro.